# 김각영
김각영(金珏泳, 1943년 ~)은 제32대 검찰총장을 역임한 법조인이다. 부인 조중순과 사이에 1남 2녀가 있다.

## 생애
1943년 충청남도 보령시 연안 김씨 집안에서 태어나 대전고등학교(41회)와 고려대학교 법학과를 졸업하고 1970년 제12회 사법시험에서 합격하였다. 1972년 사법연수원 2기를 수료하고 1973년 육군 법무관을 거쳐 1975년 대구지방검찰청 검사에 임용되었다. 고시 수험지인 월간 고시계가 합격기를 연재했다.
서울지방검찰청 검사로 있던 1982년 10월 9일에  서류를 위조하여 은행으로부터 수출지원금융 1억4천여만원을 대출받은 무역업체 대표를 구속했다. 1983년 2월 1일에 "H종합건설 회장 아들에게 부탁해서 해외 공사장의 장비과장으로 취업시켜주겠다"고 하면서 교제비로 50만원을 받을 것을 비록해 모두 16명의 해외 취업 희망자로부터 330만원을 받아 가로챈 두신건설 기획실장 조모씨를 사기 등 혐의로 구속했다. 1983년 2월 23일에 명강사를 사칭하며 신설학원에 찾아가 "학원이 문을 열면 강의를 해주고 인기 절정의 친구까지 데려오겠다"며 선금으로 강의료 4천만원을 받은 학원강사를 구속했다. 1984년 3월 15일에 "서대문세무서에 국세체납으로 압류된 율산건설의 2억원짜리 지하수 개발용 천공기 1대를 국세청 고위공무원 등에게 부탁해 1억2천만원에 사도록 해주겠다"며 400만원을 받은 것을 비롯해 모두 3회에 걸쳐 3400만원을 받아 가로챈 사람을 구속했다.
광주지방검찰청에서 재직하던 1989년 5월 조선대학교 교지인 민주조선 창간호에 북한 동조 논문을 게제한 것과 관련하여 국가보안법 위반 혐의로 수배중이던 이철규가 수원지에서 변시체로 발견되어 합동수사본부장을 맡아 수사하여 타살 추정된다고 밝혔다.
마산지방검찰청 충무지청장으로 있으면서 떡값 파문으로 승진이 늦어졌으나 1999년 조폐공사 파업유도 사건 직후 대검찰청 공안부장으로 발탁되어 능력을 인정받았으며 서울지방검찰청 검사장으로 있으면서 진승현, 정현준 게이트 등의 부실 수사 논란으로 특별검사가 도입되면서 부산고등검찰청 검사장으로 좌천됐으나 2002년 8월 19일 법무부 차관으로 복귀했다가 3개월여만에 살인 피의자 구타와 물 고문에 의한 사망 사건이 발생하여 물러난 검찰총장 자리에 새롭게 임명되었다. 검찰총장에 취임하면서 "강압수사의 가능성을 원천적으로 봉쇄할 수 있는 현실적인 인권보장대책을 마련하겠다"고 밝혔다.
1989년 당시 광주지방검찰청 형사1부장으로서 유병언 세모그룹 회장의 상습사기 사건 수사를 맡았던 김각영은 유병언에 대해 "당시 사기죄에 대한 공소시효가 끝난 상태였는데 송 아무개 씨에 대한 수사를 하다 유 전 회장이 공범으로 밝혀지면서 기소중지가 돼 형을 살게 됐다. 송씨의 집이 전남 완도라서 광주지검에서 수사를 하게 됐던 것"이라고 말하면서"당시 유 전 회장도 한 차례 수사를 했다. 기독교 교리에 대해서 많은 얘기를 했던 것으로 기억한다. 대구에서 고등학교를 나왔는데 ‘돈 끌어들이는 데는 확실히 능력이 뛰어난 사람’이라는 느낌을 받았다. 묘한 뭔가가 있었다. 장인인 권신찬이 오히려 유병언을 떠받들었던 것으로 알고 있다. 송씨는 권신찬의 며느리였는데, 유 전 회장에게 가서 몇 년 시중을 들었다. 송 씨가 돈을 끌어서 연구소에 갖다 놓으면 유 전 회장이 그것을 쓰는 식이었다"고 말했다.
수원지방검찰청 특수부장으로 재직하던 1990년 10월 5일에 "고향 후배인 신씨가 사업이 잘 되어 정치자금으로 내놓는 것으로 알고 순수하게 받았다"고 하면서 "신씨가 부탁한 국,사유림 교환절차와 방법 등은 누구라도 산림청에 문의하면 알 수 있는 사항으로 단지 후배의 사업을 도와주기 위해 이 일에 관여했을 뿐"이라며 혐의를 부인하는 평민당 이상옥 의원에 대해 특가법 뇌물수수로 징역10년 추징금 2천만원을 구형했다
서울고등검찰청 특별 공판부 검사로 있으면서 5.18 [[12.12] 사건 항소심 공소유지를 맡았다.
노무현 대통령이 "현 검찰 수뇌부를 신뢰하지 않는다"고 하고 강금실 법무부 장관이 "검찰총장이 천거한 인사 중에는 나로서는 받아들일 수 없는 분이 있었다. 허 검사님이 정치검사라고 명명한 분"이라고 말한 검사와의 토론회가 있은 직후 김각영 검찰총장은 청와대에 사퇴 의사를 밝힌 직후 가진 기자회견에서 "나를 비롯한 검찰 수뇌부가 새 정부로부터 불신을 받고 있을 뿐 아니라 인사권을 통하여 검찰권을 통제하겠다는 새 정부의 의사가 확인됐다"며 "부적절한 사람으로 지목된 이상 검찰을 이끌고 부정부패 척결이라는 본연의 임무를 수행해 가기 어렵다"고 했다.
고려대학교 법과대학 교우회가 2016년 2월 16일에 2016년도 정기총회와 ‘2016 고대법대인의 밤’ 행사를 열고 김각영에게 자랑스러운 고려대학교 법과대학인상을 시상했다.
하나금융지주 자회사인 하나대투증권과 하나금융지주 사외이사 경력이 있는 김각영은 2016년 3월 26일에 하나금융지주 이사회 의장에 취임하면서 "법률 분야는 기업 경영과 밀접한 관련이 있다"며 "증권과 금융지주사 사외이사로 일하면서 회사 내부를 들여다봤기 때문에 전문성을 가지고 의장 역할을 할 수 있을 것"이라고 말하면서 "하나금융은 전문성 있는 여러 사외이사가 새로운 각도에서 많은 조언을 해 투명한 경영이 이뤄지고 있다고 본다"고 말했다.
2015년 4월 23일부터 학교법인 하나학원의 설립과정 및 학생모집 등 특혜의혹을 조사하였던 서울시의회 하나고등학교 특혜의혹 진상규명을 위한 행정사무조사 특별위원회(위원장 이정훈, 이하 ‘하나고 특위’)는 성적조작을 통한 학생 선발 및 교사채용 비리 등의 문제가 드러나 이에 연루된 학교장 등 관련자에 대한 검찰의 수사가 진행 중이라고 하면서 2016년 10월 20일 서울시의회 본관 1층 기자회견실에서 학교법인 하나학원의 이사 승인 반대를 요구했다.
2017년 10월 20일 오후 서울 여의도 국회 교육문화체육관광위원회 회의실에서 열린 2017년 국정감사에 출석한 김각영 하나고등학교 이사장이 의원 질의에 답변하였다.

## 경력
- 1973년 군법무관
- 1975년 대구지방검찰청 검사
- 1976년 대구지방검찰청 안동지청 검사
- 1979년 제주지방검찰청 검사
- 1980년 서울지방검찰청 의정부지청 검사
- 1982년 서울지방검찰청 검사
- 1985년 마산지방검찰청 충무지청장
- 1986년 대구고등검찰청 검사
- 1987년 청주지방검찰청 부장검사
- 1988년 광주지방검찰청 형사제1부장검사
- 1989년 수원지방검찰청 특수부장검사
- 1990년 서울지방검찰청 동부지청 특수부장검사
- 1991년 서울지방검찰청 동부지청 형사제2부장검사
- 1992년 법무부 법무심의관
- 1992년 남북고위급회담 정치분과위원
- 1993년 서울지방검찰청 동부지청 차장검사
- 1994년 9월 23일 ~ 1995년 9월 26일 제12대 부산지방검찰청 울산지청장
- 1995년 9월 27일 ~ 1996년 7월 31일 제8대 서울지방검찰청 서부지청장
- 1996년 서울고등검찰청 부장검사
- 1997년 사법연수원 부원장
- 1999년 법무부 기획관리실장
- 1999년 6월 9일 ~ 2000년 7월 14일 제18대 대검찰청 공안부장
- 2000년 7월 15일 ~ 2001년 5월 30일 제41대 서울지방검찰청 검사장
- 2001년 5월 27일 ~ 2002년 1월 29일 대검찰청 차장검사
- 2002년 2월 8일 ~ 2002년 8월 18일 제14대 부산고등검찰청 검사장
- 2002년 8월 19일 ~ 2002년 11월 10일 제44대 법무부 차관
- 2002년 11월 11일 ~ 2003년 3월 10일 제32대 검찰총장
- 2003년 ~ 변호사 김각영 법률사무소 변호사
- 2004년 ~ 2009년 하나대투증권 사외이사
- 2006년 대전고등학교 총동창회 회장[19]
- 2014년 3월 21일 ~ 일동제약 사외이사[20]
- 2010년 3월 26일 ~ 하나은행 금융지주 이사회 의장
- 2015년 ~ 하나은행 금융지주 사외이사
- 2016년 10월 ~ 자립형 사립고 하나고등학교 이사장[21]